# Porcellio cattarensis
Porcellio cattarensis är en kräftdjursart som beskrevs av Karl Wilhelm Verhoeff1901. Porcellio cattarensis ingår i släktet Porcellio och familjen Porcellionidae. Inga underarter finns listade i Catalogue of Life.